# Arbeiderspartij van Dominica
De Arbeiderspartij van Dominica (Engels: Dominica Labour Party) is een sociaaldemocratische partij in de Caribische eilandstaat Dominica.
De Dominica Labour Party (DLP) werd aan het begin van de jaren 60 gevormd. In 1961 werd DLP-leider Edward LeBlanc premier. LeBlanc was een praktisch ingestelde socialist die het als zijn taak zag om de arbeiders, de kleine middenklasse en de boeren te helpen. In 1974 nam LeBlanc ontslag en oppositieleider Patrick John werd premier. Van 1979 tot 1980 was partijleider Oliver Seraphine minister-president. Daarna zou het tot 2000 duren tot er weer een Labour-premier aan de macht kwam.
In 1985 fuseerden de DLP met de United Dominica Labour Party (UDLP) waaruit de Dominica Labour Party (DLP) voortkwam. De DLP nam afscheid van het radicale socialisme van de jaren '70.
Bij de verkiezingen van januari 2000 behaalde de DLP 43,1% van de stemmen en kreeg de partij 10 van de 21 zetels in het parlement. Rosie Douglas (1941-2000), een voormalige radicale socialist, werd premier. Hij vormde een regering met de centrumrechtse Dominica Freedom Party. In oktober 2000 overleed Douglas en werd hij door partijgenoot Pierre Charles (1954-2004) opgevolgd. Charles, die aan hartproblemen leed, overleed in januari 2004. Osborne Riviere van de DLP werd interim-premier, maar hij werd als snel opgevolgd door Roosevelt Skerrit.
Bij de verkiezingen van 5 mei 2005 behaalde de DLP 12 zetels. Coalitiegenoot de Dominica Freedom Party verloor haar twee zetels in het parlement. Omdat de LPD een meerderheid had behaald, vormde ze een homogeen DLP-kabinet. Roosevelt Skerrit bleef premier.